# DESTINY -The Lovers-
「DESTINY -The Lovers-」（デスティニー -ザ・ラヴァーズ-）は、Versaillesの通算5枚目のシングル。2010年10月27日にワーナーミュージック・ジャパンから発売された。

## 解説
Versaillesのメジャー第2弾シングル。
初回限定盤はDVD付き。初回盤Aには4月30日にJCBホールで行われたライヴ映像、初回盤Bにはタイトル曲のPVが収録されている。

## 収録曲

### CD
1. DESTINY -The Lovers- [5:53]
  - 作詞・作曲:KAMIJO
2. GLOWING BUTTERFLY [5:55]
  - 作詞:KAMIJO／作曲:HIZAKI
3. LIBIDO [4:03]
  - 作詞:KAMIJO／作曲:TERU

### DVD
初回盤A
1. 愛と哀しみのノクターン
2. 月下香
3. Amorphous
4. ASCENDEAD MASTER
5. Serenade
6. God Place

初回盤B
1. DESTINY -The Lovers- PV

## 収録作品
- Holy Grail（#1）

## 品番
- 初回限定盤A：WPZL-30219/20
- 初回限定盤B：WPZL-30221/2
- 通常盤：WPCL-10866